# جلو (عثمانی)
جیلو منطقه‌ای در شمال میان رودان نام منطقه‌ای کوهستانی در جنوب دریاچه وان در ناحیهٔ حکاری ترکیه‌است که پیش از سال ۱۹۱۵ نشیمنگاه جمعیت زیادی از آشوریان و ارمنی ها و همچنین اقلیتی از کردها بود. در این ناحیه ۲۰ روستای آشوری‌نشین وجود داشت. این منطقه به صورت سنتی به دو منطقه جیلو بزرگ و کوچک و ایشتازین تقسیم گشته بود که هر کدام مالک خود را داشت که هرکدام شامل روستاهای آشوری‌نشین خاص خود بود. با آغاز سال ۱۹۱۵ و در میانه تجزیه طلبی آشوریان و ارامنه این منطقه تحت حمله نیروهای ترک و همسایگان کرد قرار گرفت. پس از مبارزه‌ای کوتاه برای حفظ مواضع، آشوری‌ها مجبور به پناهندگی به ایران و شهر سلماس شدند و سپس در زمستان 1915 با حمایت روس ها شروع به کشتار خونین وسیع در منطقه سلماس و خوی و اورمیه با حمایت اسماعیل سمتقو نمودند که درنهایت با تصرف نیروهای عثمانی سرکوب گردیدند